# بطولة إكستريم القتالية
بطولة إكستريم القتالية (بالإنجليزية: Extreme Fighting Championship)‏ هي شركة جنوب إفريقية لترويج الفنون القتالية المختلطة تأسست عام 2009. وهي أكبر شركة ترويج للفنون القتالية المختلطة في قارة إفريقيا وتضم في قائمتها مقاتلين محترفين من جميع أنحاء العالم بما في ذلك الولايات المتحدة وأوروبا وأمريكا الجنوبية والمملكة المتحدة وأستراليا، وأفريقيا. تنتج المنظمة 10 أحداث حية سنويًا. لديهم حاليًا أكثر من 120 رياضيًا متعاقدين حصريًا مع المنظمة. يتم بث أحداث المنظمة حاليًا في أكثر من 120 دولة حول العالم على العديد من شبكات التلفزيون بلغات متعددة. حتى الآن، عقدت إي إف سي 106 حدثًا (104 حدثًا مرقمًا وحدثين ليليين للقتال) وأشرفت ما يقرب من 1000 نزال.